# Урбански, Калла
Ка́лла Ви́та Урба́нски-Пе́тка (англ. Calla Vita Urbanski-Pietka; род. 26 июня 1960 года, Чикаго, Иллинойс, США) — американская фигуристка-парница. В паре с Рокки Марвелом она — чемпионка Skate America 1991 года, бронзовый призёр NHK Trophy 1992 года и двукратная чемпионка США (1992—93). Они представляли США на зимних Олимпийских играх 1992 года, где заняли десятое место.

## Биография
Калла Урбански выросла в Скоки, штат Иллинойс (США); её отец был радиоинженером, а мать — парикмахером. Известно, что Калла подрабатывала официанткой во время своей спортивной карьеры.

### Спортивная карьера
В паре с Майклом Бличарски Калла заняла 6-е место на чемпионате США 1988 года. Ихнее партнёрство сошло на нет, когда Бличарски из-за финансовых проблем стал принимать участие в различных ледовых шоу. Позднее Урбански в течение двух сезонов выступала с Марком Нэйлором, однако, и эта пара распалась после того, как заняла седьмое место на турнире Goodwill Games в 1990 году.
В 1990 году Калла Урбански встала в пару с перспективным Рокки Марвелом. Они тренировались у Рональда Ладингтона в Уилмингтоне, Делавэр. Из-за их занятий вне спорта американские СМИ окрестили эту пару «Официантка и Водитель грузовика» (англ. The Waitress & the Truck Driver). В сезоне 1991—92 годов Урбански и Марвел выиграли «золото» на Skate America 1991 года и на чемпионате США 1992 года. В составе национальной сборной США их делегировали на зимние Олимпийские игры 1992 года в Альбервиль (Франция), где они сумели занять 10-е место. Там, уже по окончании соревнований, Калла и Рокки простудились и целый день ждали лекарств, так как одобренный их врачом препарат — закончился. В том же году пара заняла 7-е место в последнем состязании сезона — чемпионате мира 1992 года.
В июне 1992 года Калла Вита и Марвел объявили о прекращении совместных выступлений. Оба попытали счастья с другими фигуристами: Урбански — со Скоттом Курттилой, а Рокки — с Наташей Качики, однако, уже в конце июля того же года решили воссоединиться. Они откатали вместе ещё один сезон, завоевав бронзу на NHK Trophy 1992 года и своё второе «золото» на чемпионате США.
Чуть позже Калла Урбански встала в пару с Джозефом Миро. После того, как они заняли седьмое место на чемпионате США 1994 года, Урбански, перейдя в профессионалы, вновь воссоединилась с Марвелом, с которым они вместе провели несколько успешных сезонов в середине 1990-х гг. Окончив спортивную карьеру, американская фигуристка занималась тренерской деятельностью сначала в Уилмингтоне (штат Делавэр), а затем — во Флориде.

## Спортивные достижения

### Вместе с Бличарски
| Международные      | Международные | Международные |
| Соревнования       | 1986–87       | 1987–88       |
| ------------------ | ------------- | ------------- |
| Зимние Универсиады | 3rd           |               |
| Национальные       |               |               |
| Чемпионат США      |               | 6th           |

### Вместе с Нэйлором
| Международные  | Международные | Международные |
| Соревнования   | 1988–89       | 1989–90       |
| -------------- | ------------- | ------------- |
| Nations Cup    |               | 3rd           |
| Goodwill Games |               | 7th           |
| Национальные   |               |               |
| Чемпионат США  | 5th           | 4th           |

### Вместе с Марвелом
| Международные           | Международные | Международные | Международные |
| Соревнования            | 1990–91       | 1991–92       | 1992–93       |
| ----------------------- | ------------- | ------------- | ------------- |
| Зимние Олимпийские игры |               | 10th          |               |
| Чемпионат мира          | 9th           | 7th           | 8th           |
| Skate America           | 7th           | 1st           | 4th           |
| International de Paris  |               | 4th           |               |
| NHK Trophy              |               |               | 3rd           |
| Nations Cup             |               | 4th           |               |
| Национальные            |               |               |               |
| Чемпионат США           | 2nd           | 1st           | 1st           |

### Вместе с Миро
| Национальные                     | Национальные |
| Соревнования                     | 1993–94      |
| -------------------------------- | ------------ |
| Чемпионат США                    | 7th          |
| Чемпионат США (восточная секция) | 1st          |

### Профессиональная карьера
(с Р. Марвелом)
- 1994 Challenge of Champions: 4
- 1994 Goodwill Games: 6
- 1994 U.S. Open: 3
- 1995 Challenge of Champions: 2
- 1995 Legends Championships: 4
- 1995 Rider's Skating Championship: 4
- 1996 Canadian Professional Championships: 4
- 1996 Masters Miko: 3
- 1996 The Professional Championships: 5
- 1996 U.S. Professional Championships: 3
- 1997 Challenge of Champions: WD
- 1998 World Professional Championships: 3